# Ketewan Topuria
Ketewan Topuria, gruz. ქეთევან თოფურია, znana także jako Keta Topuria, gruz. ქეთა თოფურია (ur. 9 września 1986 w Tbilisi) – gruzińska piosenkarka, wokalistka kazachskiego zespołu muzycznego A’Studio.

## Dzieciństwo i edukacja
Urodziła się 9 września 1986 w Tbilisi jako córka Andro (szefa gruzińskiej mafii) i Natalii (inżynier chemicznej). Jej rodzice mają polskie i włoskie korzenie.
W 1998 ukończyła naukę w Szkole Muzycznej im. Gogi Sudradze w Tbilisi, a w 2003 zakończyła naukę w szkole muzycznej na wydziale wokalnym. W tym samym roku została przyjęta na Wydział Psychologii Narodowego Uniwersytetu Gruzińskiego, jednak przerwała studia z powodu przeprowadzki do Moskwy, dokąd wyjechała po otrzymaniu propozycji zajęcia miejsca Poliny Griffith w charakterze wokalistki zespołu A-Studio.

## Kariera muzyczna
W marcu 2005 została oficjalnie ogłoszona nową wokalistką A-Studio, wkrótce wydała z zespołem album studyjny pt. Uletaju.... W 2007 premierę miała ich druga, wspólna płyta pt. 905, a trzy lata później ukazał się album pt. Wolny.

## Życie prywatne
Jest zamężna z przedsiębiorcą Leonem Gahmanem, z którym ma córkę Olivię (ur. 2015).

## Dyskografia
Albumy studyjne
- Uletaju... (2005)
- 905 (2007)
- Wolny (2010)